# Agostino Ferrari Toniolo
Agostino Ferrari Toniolo (ur. 2 sierpnia 1917 w Pieve di Soligno, zm. 13 listopada 2004), włoski duchowny katolicki, wysoki urzędnik Kurii Rzymskiej.
Przyjął święcenia kapłańskie 6 lipca 1941. 23 stycznia 1967 został mianowany biskupem pomocniczym Perugii, ze stolicą tytularną Tarasa in Byzacena; sakry biskupiej udzielił mu 18 marca 1967 patriarcha Wenecji, kardynał Giovanni Urbani.
23 kwietnia 1969 został przeniesiony do pracy w Kurii Rzymskiej. Otrzymał stanowisko przewodniczącego Papieskiej Rada ds. Środków Społecznego Przekazu i zastępował w bieżącej pracy prezydenta Komisji, arcybiskupa Martina O'Connora. We wrześniu 1971, po mianowaniu nowego prezydenta Komisji (Edwarda Hestona), przeszedł na inne stanowisko w Kurii. W październiku 1992 został przeniesiony w stan spoczynku.
Źródła:
- zarys pracy w Kościele biskupa Ferrari Toniolo